# 폴라리스AI
폴라리스AI(Polaris AI Corp.)는 대한민국의 IT기업이다. 본사는 서울특별시 서초구 서운로 19 (서초동, 서초월드오피스텔) 4층에 위치해 있으며 대표이사는 지준경이다.

## 역사
폴라리스오피스그룹이 리노스를 인수하여 폴라리스AI로 사명을 변경하였으며 2024년 원료의약품 전문기업 에스텍파마를 인수하여 폴라리스AI파마로 사명을 변경하였다

## 같이 보기
- 폴라리스오피스

## 참고문헌
1. ↑  잇따른 인수에 폴라리스그룹 주가 강세… 폴라시스AI, 상한가, 조선비즈, 2024년 3월 4일
2. ↑  폴라리스오피스, AI 사업 시너지 확대 기대, 뉴스핌, 2024년 4월 23일
3. ↑  에스텍파마, 폴라리스AI파마로 새출발…AI·바이오 융합 본격화, 이투데이, 2024년 3월 29일